# Supilinn
Supilinn är en stadsdel i Tartu i Estland.